# Hansdorfer See
Der Hansdorfer See ist ein See im Kreis Rendsburg-Eckernförde im deutschen Bundesland Schleswig-Holstein nördlich der Ortschaft Mielkendorf. Der See ist ca. 14 ha groß.